# چاه عالی غربی
چاه عالی غربی یا چاه علی، روستایی در دهستان جلابی بخش تخت شهرستان بندرعباس در استان هرمزگان ایران است.

## جمعیت
بر پایه سرشماری عمومی نفوس و مسکن در سال ۱۳۹۵، جمعیت این روستا برابر با  ٥١٠ نفر ('۱۳۰ خانوار) بوده‌است.